# Copenhagen Records
Copenhagen Records er et dansk pladeselskab med hjemsted i København. Selskabet indgår i Universal Music Group. 
Copenhagen Records blev stiftet i 2004 af Jakob Sørensen, Nikolaj Foss, Mik Christensen og Christian Backman, som alle har en fælles fortid hos pladeselskabet EMI. Mik Christensen og Nikolaj Foss forlod selskabet i 2008 for at danne Mermaid Records. I perioden 2008-2013 ledede Jakob Sørensen og Christian Backman selskabet, trods Universal Music Group i 2011 købte musikselskabet.
Selskabet ledes i dag af Torben Ravn som administrerende direktør, og agerer som selvstændigt musikselskab under Universal Music Danmark.
Copenhagen Records oprettede bookingselskabet Copenhagen Music i 2008, ledet af Niels Lindgreen, samt musikprojektet Copenhagen Beta i 2010.[kilde mangler]

## Kunstnere

### Nuværende
- Agnes
- Alex Vargas
- Alexander Brown
- Alphabeat
- Apollo
- BOY
- Burhan G
- Caroline Henderson
- Carpark North
- Celina Ree
- De Eneste To (D.E.T.)
- Eivør
- Eric Gadd
- Hedegaard
- Fabian Mazur
- Freddy Wexler
- Jasmin
- Joey Moe
- Le Kid
- Lightwave Empire
- Lukas Graham
- Nephew
- Nexus Music
- Nik & Jay
- Noah
- Patrick Dorgan
- Rune Klan
- Saveus
- Selvmord
- Scarlet Pleasure
- Sebastian Øberg
- Spleen United
- Stine Bramsen
- Studio Killers
- Thanks
- Veronica Maggio
- Years & Years

### Tidligere
- Cæcilie Nordby
- Flødeklinikken
- Hanne Boel
- Jinks
- Johnny Deluxe
- Laust Sonne
- Mads Langer
- Niarn
- Rock Hard Power Spray
- Sarah Hepburn
- Sanne Salomonsen
- Silja
- Siná
- Thomas Dybdahl
- Thomas Holm
- Tim Christensen
- Turboweekend